# هلال محمد
هلال محمد فنان قطري كبير يعد من أبرز الفنانين في دول الخليج، ويعتبر واحد من الرواد الاوئل في مجال المسرح والإذاعة والتلفزيون في دولة قطر حيث بدأ مشوارة الفني منذ عام 1972 وشارك في العديد من ألاعمال التلفزيونية والمسرحية والإذاعية في دولة قطر وغيرها من دول الخليج العربي· من أبرز مسلسلاته التي قدمها خلال مسيرة الفنية «فايز التوش»، «التائهه»، «عيال الذيب»، «حكم البشر»، «بعد الشتات»، «عندما تغني الزهور»، «ظل الياسمين»، والمسلسل البدوي «السيف» عام 1977 وبالإضافة إلى العديد من المسرحيات أهمها «طماشة»، «هوبيل يالمال»، «دوحة تشريف»، «عنتر وأبله»، «بودرياه»، «هوامير ألاسهم»·

## أعماله

### المسلسلات التفزيونية
- السيف
- الفرسان الثلاثة
- فايز التوش
- الدالوب
- سيف دحيلان
- مغامرات سعدون
- محسن منكم وفيكم
- مهموم عايش فرحان
- صرخة ندم
- الناس الطيبين
- زهرة الجبل
- التائهه
- البيت الكبير
- ايام العمر
- الناس بيزات
- بيت المغتني
- نأسف لهذا الخلل
- حتى أشعار آخر
- السدرة
- عيال الذيب
- حكم البشر
- بعد الشتات
- عندما تغني الزهور
- الدريشة
- نعم ولا
- ظل الياسمين
- قلوب للايجار
- تصانيف (2010) الجزء ألاول
- الشعور القاتل (2011) ((ضيف شرف))

### المسرحيات
- موال الفرح والحزن
- هوامير الاسهم
- وحش الليل 93
- بودرياة
- دوحة تشريف
- سوق البنات
- مقامات بن بحر
- عنتر وأبلة
- امجاد ياعرب
- نورة (عرض الكويت 2009)
- هوبيل يالمال (1976)
- طماشة (1976)
- مرة وبس

### المسلسلات الإذاعية
- تجار المخشر

## الجوائز والتكريم
- «كرم ضمن المسرحيين المكرمين في مهرجان الكويت المسرحي العاشر»

## وفاته
توفى في 3 فبراير 2014 مختنقاُ إثر الحريق الذي شب بإحدى العزب بمجمع عزب الشحانية.